# HD148367
HD148367 — подвійна зоря. 
Ця подвійна система має видиму зоряну величину в смузі V приблизно 4,7.
Вона розташована на відстані близько 122,3 світлових років від Сонця.

## Подвійна зоря
Головна зоря цієї системи належить до хімічно пекулярних зір й має спектральний клас A2.
Інша компонента має  спектральний клас A7.

## Фізичні характеристики
Зоря HD148367 обертається 
порівняно повільно 
навколо своєї осі. Проєкція її екваторіальної швидкості на промінь зору становить  Vsin(i)= 26км/сек.